# 渣打銀行（新加坡）
渣打银行（新加坡）有限公司是英国银行和金融服务公司渣打银行的新加坡分行公司。 该银行于1859年开设第一家分行，是新加坡其中一间连续经营中最古老的银行。 该银行于1999年10月获得了新加坡的合格完全银行（QFB）许可证，是最早获得该许可证的外国银行之一。
该银行（渣打银行（新加坡）有限公司）于2013年正式注册成立，以处理渣打银行新加坡个人银行零售和中小型企业银行业务。
于2018年，渣打银行（Standard Chartered）在新加坡的业务与渣打银行新加坡（Standard Chartered Singapore）合并，并向该公司转让了合格银行（QFB）许可证。 它目前在该国拥有19个分支机构，7个优先银行中心和31个自动取款机的网络。 通 atm  5 网络下与花旗银行新加坡，滙豐，印度国家银行，馬來亞銀行，苏格兰皇家银行和中国银行的共享网络扩展了可供客户使用的自动取款机数量。

## 历史

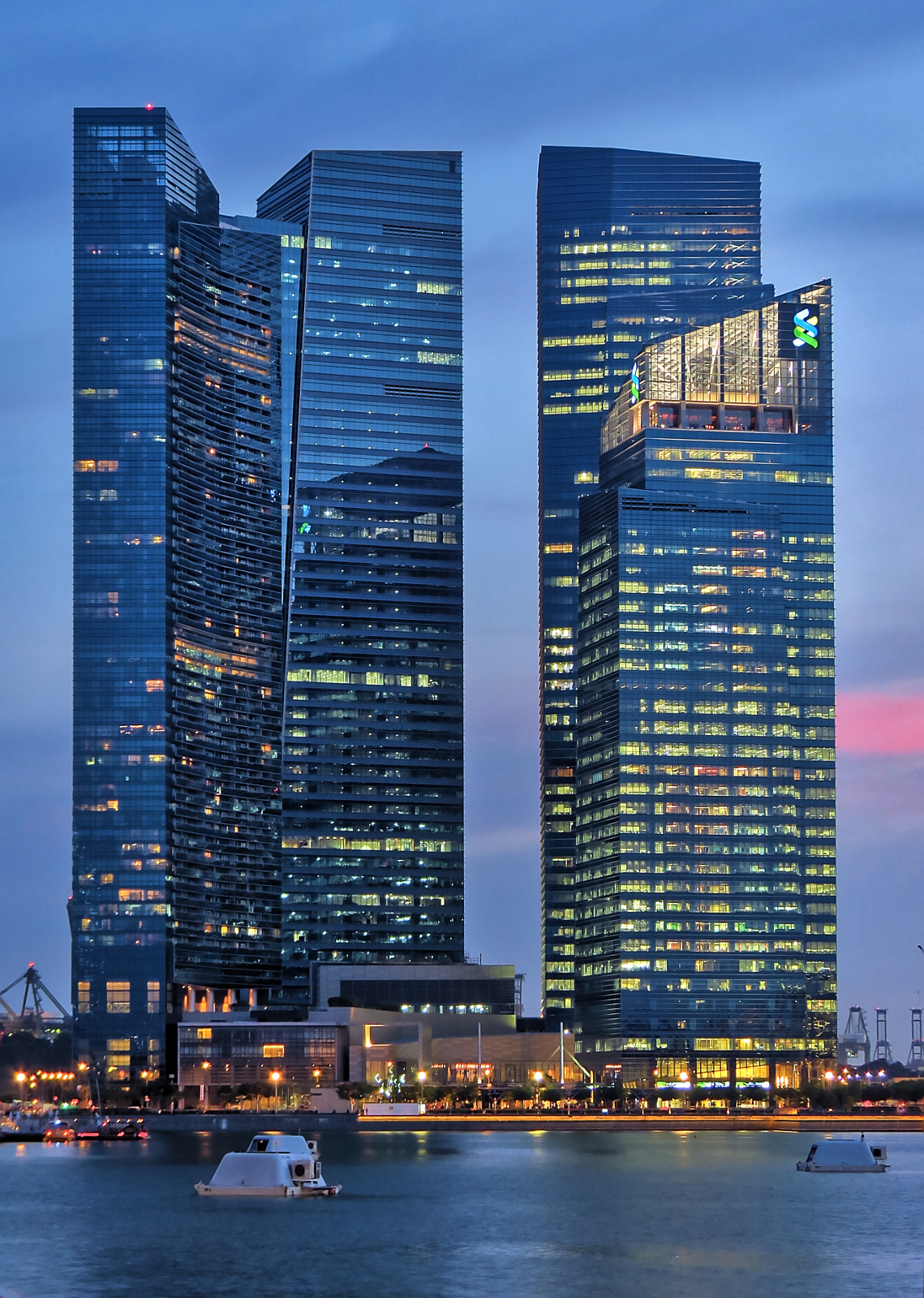
渣打新加坡总部, 滨海湾金融中心，新加坡。

### 1860年代至1980年代：成立第一家分公司
该银行于1859年初开业，当时被称为印度新金山中國渣打銀行，最初是一家代理机构，位于新加坡Flint Street和Battery Road之间的一栋三层楼高的建筑中， 三楼用于员工住宿。
于1861年，该银行升级为分行，并在随后的几十年中在馬來亞中打印了钞票。 于1913年，该银行收购了位于般咸街和炮台路之间的土地，并建造了一座新建筑物来容纳其在新加坡的业务。 这座高4层的建筑于1916年完工，当时还设有新加坡商会和交流会。
于1984年，该银行总部在炮台路（Battery Road）建造了一座44层高的摩天大楼。该建筑被称为渣打银行大厦，是全球最大的渣打银行大楼，并且 代表当时英国公司最大的一笔投资。 该建筑物由当时的渣打银行董事长Anthony Barber于1984年10月24日正式开业，当时该建筑物位于该银行1859年首次开业时的第一家分行所在地。 于1986年，馬來亞銀行的创始人邱德拔以1亿美元的价格收购了该银行母公司渣打银行的大量股份，后来成为该银行集团的最大股东。 在2004年去世后，淡马锡控股于2006年收购了欧元 23亿美元的股份，使新加坡政府的投资部门成为其最大股东。

### 2000至今：本地公司
于2007年，渣打银行在新加坡开设了全球私人银行总部。 自1859年以来一直位于莱佛士坊，并于2011年将其新加坡公司办公室迁至滨海湾金融中心。 渣打银行于2013年10月7日正式成立该银行在当地的分行公司渣打银行（新加坡）有限公司。 合并后，该银行的新加坡消费者银行零售和中小型企业银行业务已转移到新的分行公司。 于2018年，渣打银行的业务最终合并为渣打银行新加坡分行，巩固了集团在新加坡的所有业务，并成为在新加坡开展业务的第一家主要外资银行。

## 银行服务
渣打银行为消费者和批发银行客户提供服务。 消费者银行服务包括为个人和中小型企业提供的信用卡，个人贷款，汽车贷款，抵押，存款和财富管理服务。 批发银行服务包括为公司和机构客户提供贸易融资，现金管理，贷款，证券服务，外汇，债务资本市场和公司融资服务。